# Jaufré
El Jaufré o el Roman de Jaufré és una novel·la artúrica en vers i en occità antic. Consta de gairebé 11.000 versos octosíl·labs apariats; els estudiosos l'han datat des de finals de segle xii o fins al darrer quart del xiii. És l'únic roman de temàtica artúrica conservat en llengua occitana. El seu autor és desconegut.
En els primers versos (v. 59 en endavant) s'hi troba una dedicatòria al "rei d'Aragó", del qual s'ha suposat que podria ser Jaume I, però també s'ha fet la hipòtesi que podria ser el seu pare, Pere el Catòlic, o l'avi, Alfons el Cast.
L'any 2021 se'n publicà una traducció a llengua catalana a càrrec d'Anton M. Espadaler.

## Versions
N'hi ha diverses edicions antigues. La més moderna és:
- Jaufre a cura di Charmaine Lee, Roma, Carocci, 2006

Hi ha traduccions a llengües modernes com el català, el francès, l'anglès o el castellà.
- Jaufré, a cura d'Anton M. Espadaler, Barcelona, Barcino, 2021[4]
- Jaufre, Fernando Gómez Redondo (trad.), Madrid, Gredos, 1996